# Centro de Escalada del Silo de Chillarón
El Centro de Escalada del Silo es un centro deportivo ubicado en la localidad española de Chillarón de Cuenca, en la provincia de Cuenca, comunidad autónoma de Castilla-La Mancha. 
Se trata de un antiguo silo de grano, perteneciente en origen a la Red Nacional de Silos y Graneros, reconvertido en centro de espeleología y montaña, considerado el más alto de Castilla-La Mancha y uno de los más altos de España. Al mismo tiempo, esta transformación ha permitido conservar una edificación de importante valor etnográfico, e imagen emblemática de la población. Las instalaciones fueron inauguradadas en septiembre de 2020.

## Historia
Su construcción respondió a una premeditada organización para el almacenamiento de cereal, dentro de la política implementada por el régimen franquista a través de organismos como el Servicio Nacional del Trigo o el Servicio Nacional de Productos Agrarios. El silo de Chillarón entró en servicio en 1973 y contaba con una capacidad de almacenamiento de 4.700 toneladas. En sus orígenes la unidad estaba enlazada con la red ferroviaria a través de un ramal particular que llegaba a su recinto.

## Características

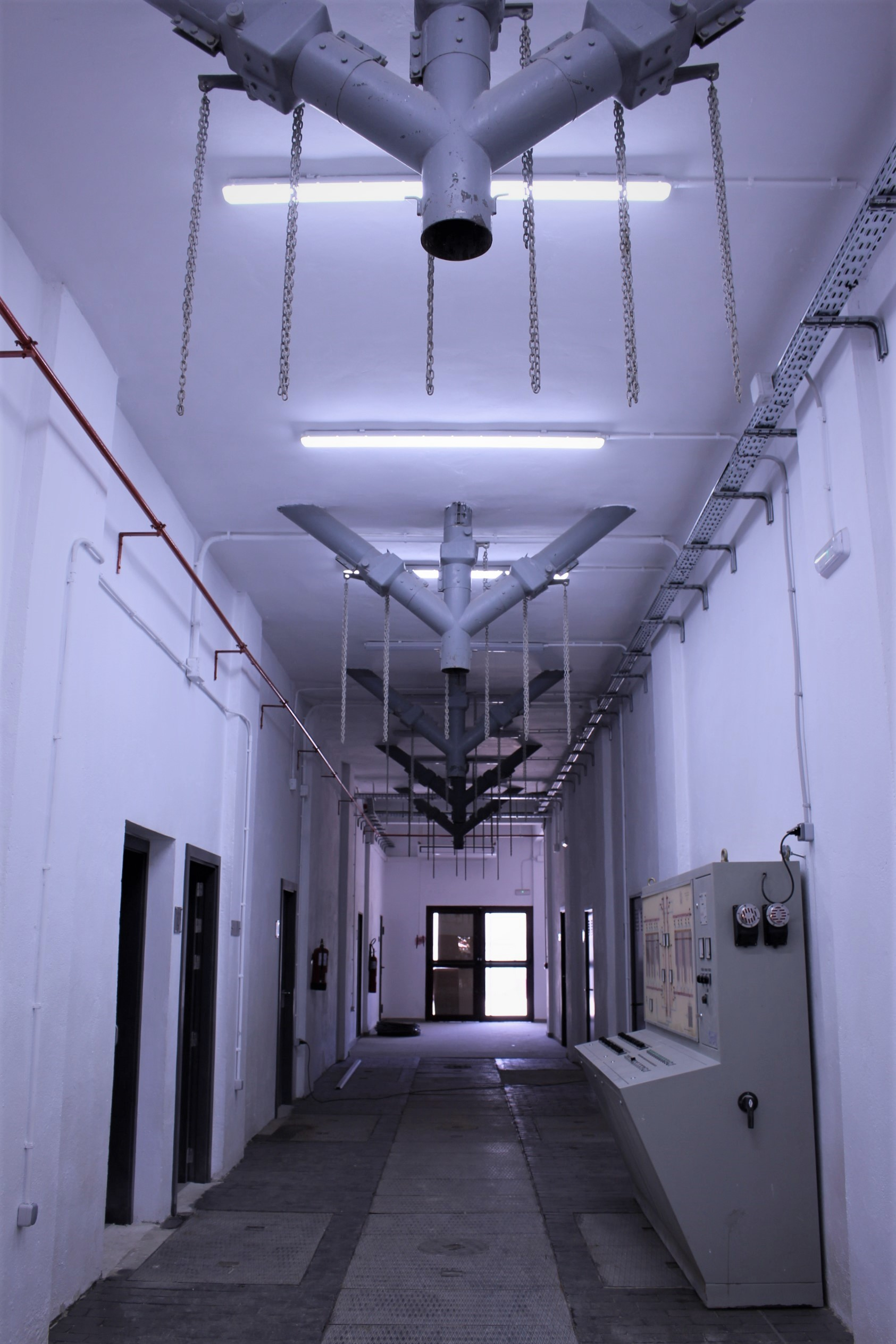
Interior de las instalaciones.

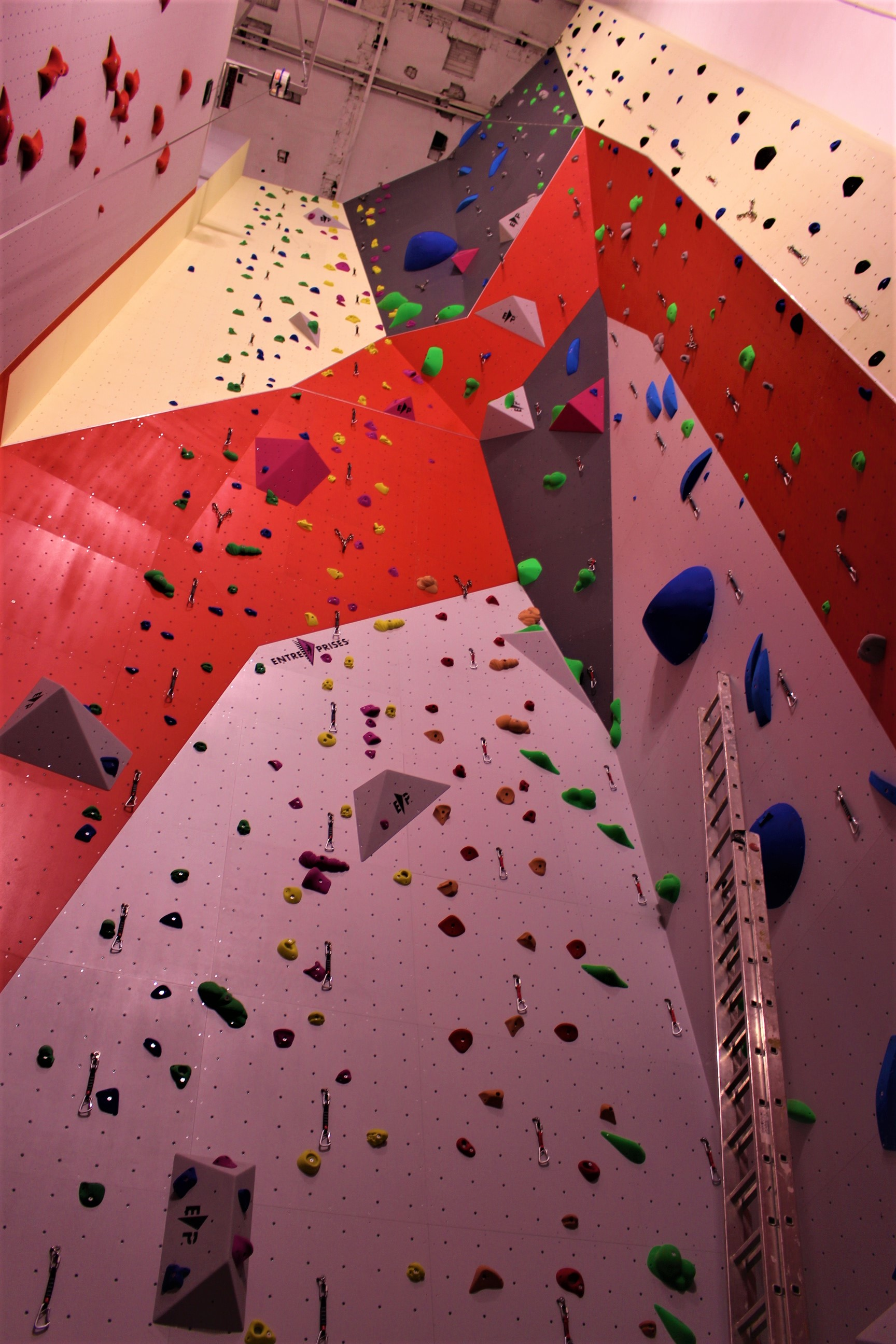
El de Chillarón es uno de los rocódromos más altos de España

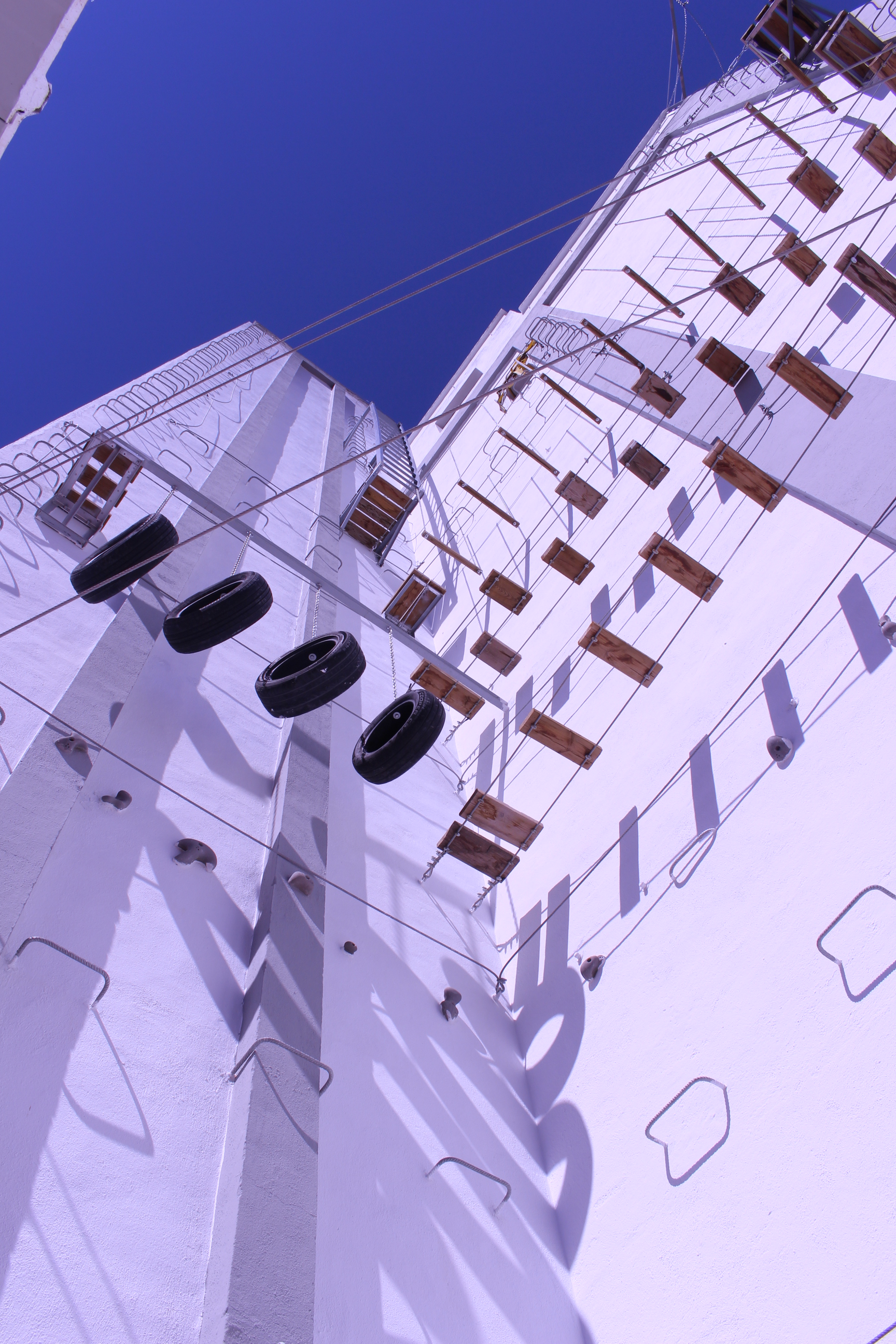
En las fachadas se ha creado una extensa via ferrata

El centro de espeleología y escalada de Chillarón se ha construido en el antiguo silo con el asesoramiento técnico y colaboración del Club de Espeleología y Montaña ‘Aire, Roca y Agua’ (ARA). 
En la parte exterior de silo, por otra parte, se ha creado la vía ferrata urbana más larga de España. Asimismo, en el conjunto hay un rocódromo de 23 metros de altura y un bulder, además del circuito de espeleología que simula las dificultades de una cueva, con más de 60 metros de galerías subterráneas para lo que se han reutilizado lo que fuera el sistema de redistribución de cereal. El objetivo es que en el silo se ubique el centro de tecnificación y formación de la Federación Castellano-Manchega de Espeleología y Cañones y de la Federación de Deportes de Montaña de Castilla-La Mancha.

## Costes
La inversión del proyecto ha superado los 600 000 euros, de los que 492 000 ha financiado la Junta de Comunidades de Castilla-La Mancha, con cargo a los fondos europeos FEDER. Por otra parte, Diputación de Cuenca ha aportado 120 000 euros. Previamente se habían invertido 40 000 euros para la construcción de la vía ferrata urbana en la parte exterior del antiguo silo.

## Conservación del silo
El Ayuntamiento de Chillarón de Cuenca ha impulsado, además, la conservación de diferentes elementos del silo como elementos de memoria etnográfica del uso histórico que tuvo el edificio. De esta manera, la actividad deportiva posee un complemento cultural destacado, muy ligado además al museo etnográfico de la localidad.